# شلایتدورف
شلایتدورف (به آلمانی: Schlaitdorf) یک شهر در آلمان است که در ااسلینگن واقع شده‌است. شلایتدورف ۱٬۷۱۵ نفر جمعیت دارد.